# Ломиніс виткий
Ломиніс виткий, ломиніс виноградолистий (Clematis vitalba) — вид рослин з родини жовтецевих (Ranunculaceae), поширений у північному Алжирі, більшій частині Європи, західній Азії й Афганістані.

## Опис
Багаторічна рослина 2–5 м. Листки перисті, з великими частками, до 9 см завдовжки. Квітки білуваті, біло-повстяно запушені. Дерев'яниста ліана завдовжки 6–12 м. Плід — сім'янка. Суцвіття пахвові й кінцеві, (3)5–22-квіткові. Квіти двостатеві.

## Поширення
Поширений у північному Алжирі, більшій частині Європи, західній Азії й Афганістані; натуралізований у Канаді, США, Новій Зеландії.
В Україні вид зростає у світлих лісах, чагарниках, на кам'янистих схилах — у Закарпатті (Ужгород, Хуст) та гірській частині Криму, часто.

## Використання
Декоративна рослина.